# Klucz dolski
Klucz dolski ( zwany także Banie) – klucz dóbr, zespół majętności biskupów poznańskich położonych w województwie wielkopolskim na terenie gminy Dolsk, a także na terenie obecnych powiatów śremskiego i gostyńskiego

## Historia
Wsie klucza dolskiego odnotowane zostały w licznych zapisach historycznych. W 1293 mieszkańcy wsi biskupiej Domachowo mieli dostarczać czynsz pieniężny oraz w naturze płacony w zbożu do dworu biskupiego w Dolsku. W 1310 mieszkańcy wsi biskupiej Kiełczewo mieli dostarczać czynsz oraz dziesięciny do Dolska lub do Góry koło Śremu
W 1350 król polski Kazimierz III Wielki zwolnił kmieci oraz mieszkańców dóbr biskupich, m.in. w kluczu Banie, tj. dolskim, od świadczeń na tak długo, dopóki będą oni korzystać z wolnizny od świadczeń dla biskupa. W 1383 starosta generalny Wielkopolski, aby odbudować spalony zamek Poniec w Pońcu, uciskał i pustoszył wsie bpstwa poznańskiego koło Krobi i Dolska.
W 1411 odnotowany zostal pan Jakub "łac. senior in Dolsk"), który był prawdopodobnie rządcą biskupim w Dolsku, który toczył proces z Wincentym Malechowskim, a ten ostatni toczy proces z biskupem poznańskim. W 1414 tenutariuszem klucza dolskiego (łac. "subeques brzezsky capitanei tenute Crobensis et Dolsko") był Skarbek. W latach 1424-1425 zarządcą klucza biskupiego był Piotr zwany też Pietraszem Golanką ze Środy. W 1424 on oraz biskup poznański toczyli proces z Mikołajem plebanem w Szubinie. W 1427 administrator biskupstwa poznańskiego wraz z kapitułą poznańską powierzył Pawłowi z Dolska winnicę w Dolsku (ad reformandum) za opłatą 5 grzywien w ratach. Dla Pawła zakupiono dom w Dolsku za 7 grzywien oraz trzy wiardunki. Otrzymał też ogród opuszczony pod miastem Dolsk. Przy dworze biskupim uprawiano w winnicy winorgrona oraz produkowano z nich miejscowe wino. Z 1430 zachował się zapis, że biskup poznański na prośbę kapituły dał dla katedry poznańskiej beczkę wina mszalnego z miasta Dolsk.
W 1443 dzierżawcą dóbr biskupich Dolsk oraz Krobia był kasztelan międzyrzecki Jan Bniński, brat biskupa poznańskiego Andrzeja Bnińskiego. W 1473 sołtys wsi bpiej Kunowo winien m.in. służyć konno dla potrzeb dworu w Dolsku. W 1548 biskup poznański częściowo nadał miastu Dolsk wykupione przez siebie wójtostwo w Dolsku, na użytek dworu biskupiego przejął z dawnego wójtostwa łąkę czyli pastwiska, które leżały za przedmieściem, idąc do Śremu po prawej ręce, na wschód w stronę jeziora obecnie Dolskiego Małego i zobowiązał miasto do płacenia 36 groszy rocznie kościołowi parafialnemu w Dolsku w zamian za łąkę, jaka do niego należała, a którą biskup przejął.
Zapis z 1564 odnotował przy dworze sadzaweczkę dla chowania ryb oraz trzy ogrody. Na folwarku jesienią wysiewano około 6 małdratów żyta, około 1,5 małdratu pszenicy, a na wiosnę wysiewano około 4 małdraty, z łąk zbierano około 8 stogów siana, pastewnik, na wójtostwie jeden dobry ogród oraz jeden mały. Odnotowano, że czynsze z klucza dolskiego ogółem wynosiły wówczas 151 złotych polskich oraz 28 groszy, 26 kamieni łoju, dwa małdraty owsa, 53 koguty, 11 i 1/4 kopy jaj, czynsze z jezior wyniosły 70 złotych polskich i 16 groszy.

## Dwór biskupi
Według ustaleń historyków dwór biskupi znajdował się w średniowieczu na północno-wschodnim brzegu Jeziora Dolskiego Wielkiego. Świadczą o tym przekazy historyczne: w 1418 odnotowano izbę mniejszą dworu biskupiego. W 1446 wspomniany został dwór biskupi, a w 1456 odnotowano izbę białą niższą skierowaną w stronę jeziora. Z 1456 pochodzi kolejny zapis o izbie dworu biskupiego, zwróconej w stronę jeziora oraz wiadomość z 1476 o domu biskupim, położonym w stronę winnicy, która musiała mieć południową wystawę, a więc znajdować się na północnym brzegu jeziora. Prawdopodobnie na tym samym miejscu w XVIII wieku wzniesiono nowe, murowane budynki dworskie na miejsce drewnianych, na terenie folwarku, zwanego w czasach nowożytnych "Jaskółki". Niektóre z tych budynków przetrwały do dzisiaj.
W latach 1672-1685 zachowały się zapisy z wizytacji kościoła w Otrowiecznie, który miał staw zwany "Tursko", który wówczas znajdował się w posiadaniu dworu biskupiego. Do dworu należał mały staw do hodowli ryb, trzy ogrody oraz winnica, z której zbierano winograna do produkcji miejscowego wina.

## Składniki
W skład klucza dolskiego wchodziły dwa młyny zbożowe zwane "Kamiński" i "Kunowski" koło Kunowa, dwór biskupi oraz folwark, a także wielkopolskie miejscowości:
- Dolsk,
- Domachowo od 1293,
- Kiełczewo od 1310,
- Brzednia od 1362,
- Kunowo od 1473,
- Ostrowo koło Gostynia 1548,
- Księginki,
- Ostrowieczno,
- Grodnica,
- Góra koło Śremu,
- Zaborze (łac. fundus desertus),